# Jereem Richards
Jereem Richards (Point Fortin, 13 januari 1994) is een sprinter uit Trinidad en Tobago. Hij heeft zich met name toegelegd op de langere sprintafstanden, waarop hij diverse individuele successen behaalde, met als hoogtepunt zijn wereldindoortitel op de 400 m in 2022. Daarnaast is hij ook een uiterst succesvolle estafetteloper gebleken. In deze discipline is zijn wereldtitel op de 4 × 400 m estafette in 2017 zijn beste prestatie. Hij nam eenmaal deel aan de Olympische Spelen en bereikte bij die gelegenheid op beide onderdelen waarop hij uitkwam, de finale.

## Biografie

### Estafettesuccessen als junior
Richards deed in 2011 zijn eerste internationale ervaringen op tijdens de CARIFTA Games, het jaarlijks door de Caribbean Free Trade Association georganiseerde jeugdtoernooi, waar alle landen in het Caribisch gebied aan deelnemen. Hij was toen net zeventien jaar oud en veroverde, naast een finaleplaats op de 400 m, al direct zijn eerste gouden medaille op de 4 × 400 m estafette. Kort daarna had hij op ditzelfde onderdeel opnieuw succes, want op de Pan-Amerikaanse jeugdkampioenschappen liep hij met zijn teamgenoten naar het zilver.
Een jaar later volgde zijn eerste mondiale toernooi, de wereldindoorkampioenschappen in Istanboel en ook hier werd op de 4 × 400 m estafette het podium gehaald. Samen met Lalonde Gordon, Renny Quow en Jarrin Solomon liep Richards naar de bronzen medaille. Zilver werd het daarna weer op de CARIFTA Games, om vervolgens op de wereldkampioenschappen U20 een volgende bronzen plak toe te voegen aan zijn snel groeiende verzameling eremetaal, behaald op de 4 × 400 m estafette. Ter afwisseling veroverde hij dat jaar zijn eerste nationale titel op de 4 × 100 m estafette. Op dit laatste estafettenummer behaalde hij in 2013 bij de Centraal Amerikaanse en Caribische kampioenschappen met zijn teamgenoten het brons. In twee jaar tijd was het totale aantal medailles dat Richards als junior nationaal en internationaal op estafettenummers had veroverd, opgelopen naar tweemaal goud, tweemaal zilver en driemaal brons. 

### Doorbraak bij de senioren
Zijn grote doorbraak bij de senioren kwam er in 2017 toen Richards, als gevolg van de nationale titel op de 200 m zich had gekwalificeerd voor de wereldkampioenschappen in Londen. Hier wist hij met de snelste tijd in de reeksen en winst in zijn halve finale zich te kwalificeren voor de finale. Hierin behaalde Richards de bronzen medaille achter wereldkampioen Ramil Goelijev en Wayde van Niekerk. Enkele dagen later liep Richards samen met zijn landgenoten Jarrin Solomon, Machel Cedenio en Lalonde Gordon naar de wereldtitel op de 4 × 400 m.

### Debuut op OS
In 2021 nam Richards deel aan de uitgestelde Olympische Spelen in Tokio. Op de 200 m eindigde hij op de achtste plaats. Enkele dagen later liep hij samen met Deon Lendore, Dwight St. Hillaire en Machel Cedenio ook de finale van de 4 × 400 m. Het viertal uit Trinidad en Tobago eindigde op de achtste en laatste plaats.

### Goud op WK indoor
In 2022 bereikte Richards als individueel atleet het hoogtepunt van zijn atletiekloopbaan door op de WK indoor in Belgrado goud te veroveren op de 400 m in 45,00 s. Hij verbeterde hierbij het nationale record van Trinidad en Tobago, dat met 45,05 in handen was van de in januari 2022 bij een verkeersongeluk in Texas zo tragisch om het leven gekomen Deon Landore. Richards droeg zijn zege op aan zijn overleden landgenoot.

## Titels
- Wereldkampioen 4 × 400 m - 2017
- Wereldindoorkampioen 400 m - 2022
- World Relays kampioen 4 × 400 m - 2019
- Gemenebestkampioen 200 m - 2018, 2022
- Gemenebestkampioen 4 × 400 m - 2022
- Kampioen van Trinidad en Tobago 200 m - 2017, 2019, 2022
- Kampioen van Trinidad en Tobago 4 × 100 m - 2012, 2022

## Persoonlijke records
Outdoor
| Onderdeel | Prestatie          | Datum            | Plaats        |
| --------- | ------------------ | ---------------- | ------------- |
| 100 m     | 10,23 s (+1,4 m/s) | 26 juli 2019     | Port-of-Spain |
| 200 m     | 19,80 s (+1,1 m/s) | 8 augustus 2022  | Birmingham    |
| 300 m     | 33,16 s            | 20 februari 2016 | Port-of-Spain |
| 400 m     | 44,79 s            | 28 mei 2022      | Eugene        |

Indoor
| Onderdeel | Prestatie    | Datum            | Plaats          |
| --------- | ------------ | ---------------- | --------------- |
| 200 m     | 20,31 s (NR) | 11 maart 2017    | College Station |
| 300 m     | 32,10 s (NR) | 10 februari 2018 | Boston          |
| 400 m     | 45,00 s (NR) | 19 maart 2022    | Belgrado        |
| 500 m     | 1.02,79      | 10 januari 2020  | Birmingham      |

## Palmares

### 200 m
- 2012: 5e CARIFTA Games U20 - 21,41 s
- 2014: 3e in de series Gemenebestspelen - 21,13 s
- 2017:  Kamp. van Trinidad en Tobago - 20,15 s
- 2017:  WK - 20,11 s
- 2018:  Gemenebestspelen - 20,12 s
- 2019:  Kamp. van Trinidad en Tobago - 20,14 s
- 2019:  Pan-Amerikaanse Spelen - 20,38 s
- 2019: 4e in ½ fin. WK - 20,28 s
- 2021: 8e OS - 20,39 s
- 2022:  Gemenebestspelen - 19,80 s

Diamond League-podiumplaatsen
- 2018:  Doha Diamond League - 19,99 s
- 2018:  Prefontaine Classic - 20,05 s
- 2018:  Bislett Games - 20,19 s
- 2018:  Weltklasse Zürich - 20,04 s
- 2019:  BAUHAUS-galan - 20,45 s

### 400 m
- 2011: 6e CARIFTA Games U20 - 49,22 s
- 2022:  WK indoor - 45,00 s (NR)

### 4 × 100 m
- 2012:  Kamp. van Trinidad en Tobago - 40,18 s
- 2013:  Centraal Amerikaanse en Caribische kamp. - 39,26 s

### 4 × 400 m
- 2011:  CARIFTA Games U20 - 3.08,96
- 2011:  Pan-Amerikaanse jeugdkamp. - 3.13,27
- 2012:  CARIFTA Games U20 - 3.11,62
- 2012:  WK indoor - 3.06,85
- 2012:  WK U20 - 3.06,32
- 2017: 4e World Athletics Relays - 3.03,17
- 2017:  WK - 2.58,12 (NR)
- 2018: 4e Gemenebestspelen - 3.02,85
- 2018: 4e WK indoor - 3.02,52 (NR)
- 2019:  World Athletics Relays - 3.00,81
- 2019:  Pan-Amerikaanse Spelen - 3.02,25
- 2019: 5e WK - 3.00,74
- 2021: 8e OS - 3.00,85
- 2022:  Gemenebestspelen - 3.01,29